# كامارونيس (الأرجنتين)
كامارونيس هي بلدية صغيرة تقع في مقاطعة تشوبوت بالأرجنتين. المدينة الرئيسية لفلورنتينو أمفينو.

## المناخ
تتمتع كامارونيس بمناخ صحراوي بارد. الشتاء بارد بمتوسط شهر يوليو 6.8 درجة مئوية (44.2 درجة فهرنهايت). يتواجد الصقيع خلال أشهر الشتاء، بمتوسط 4-7 أيام من يونيو إلى أغسطس.
الصيف دافئ بمتوسط شهر يناير 18.1 درجة مئوية (64.6 درجة فهرنهايت). هطول الأمطار منخفض، بمتوسط 237.3 ملم في السنة.